# فهرست بازیگران هندی
- شاهرخ خان
- اکشی کومار
- عامر خان
- سلمان خان
- ریتیک روشن
- آمیتاب باچان
- دیلیپ کومار
- اجی دیوگن
- کاجول
- سانی دئول
- بابی دئول
- کارینا کاپور
- رانی موکرجی
- آیشواریا رای
- آبیشک باچان
- کاترینا کایف
- انوشکا شارما
- پریانکا چوپرا
- دیپیکا پادوکونه
- رانویر سینگ
- آنیل کاپور
- گوویندا
- ژاکلین فرناندز
- جان آبراهام
- عرفان خان
- سانجی دات
- آلیا بات
- رانبیر کاپور
- شاهد کاپور
- مادهوری دیکشیت
- وارون داوان
- سيدارت مالهوترا
- کریتی سانون
- ایلیانا دی‌کروز
- تاپسی پانو
- تایگر شروف
- سوشانت سینگ راجپوت
- بومان ایرانی
- آرجون کاپور
- جانوی کاپور
- آنانیا پاندی
- تارا سوتاریا
- پوجا هگده
- شرادها کاپور
- راجکومار رائو